# Syndiclis pingbienensis
Syndiclis pingbienensis är en lagerväxtart som beskrevs av Hsi Wen Li. Syndiclis pingbienensis ingår i släktet Syndiclis och familjen lagerväxter. Inga underarter finns listade i Catalogue of Life.